# Gymnothorax rueppellii
Gymnothorax rueppellii es una especie de pez de la familia de los morénidas en el orden de los Anguilliformes.

## Morfología
Los machos pueden llegar a alcanzar los 80 cm de longitud total.
Son de color grisáceo pálido con entre 16 y 21 barras horizontales de coloro oscuro, pero que en especímenes adultos pueden volverse casi inapreciables. La parte superior de la cabeza suele ser de color amarillo y con una mancha de color marrón oscuro en la comisura de la boca.

## Alimentación
Acostumbran a alimentarse de peces y crustáceos, normalmente de noche. Suelen ser nerviosos y agresivos.

## Distribución geográfica
Se encuentra desde el Mar Rojo y el África Oriental hasta las Hawái, Tuamotu, Islas Marquesas, Islas Ryukyu y el sur de la Gran Barrera de Coral.